# 현대그룹 경영권 다툼

## 요약
현대그룹의 경영권 계승을 둘러싸고 정주영 회장의 장남 정몽구와 4남 정몽헌이 벌인 싸움을 가리키며 언론에서는 현대그룹 '왕자의 난'이라는 표현으로 지칭하기도 했다. 한때 재계 1위에 등극한 굴지의 대기업이었지만 이 사건으로 범 현대가 해체되어 여러 그룹으로 나뉘게 되는 사태를 초래했다.

## 사건

### 발단
2000년, 정주영 명예회장의 장남인 정몽구 당시 현대그룹 공동 회장과 4남인 정몽헌 당시 현대그룹 공동 회장이 그룹의 패권을 놓고 다투게 된다. 정몽구 회장은 정몽헌 회장이 해외 출장을 간 사이 3월 14일 밤 기습적으로 이익치 현대증권 회장을 고려산업개발로 전보시킨다. 이익치 회장은 정주영 명예회장과 정몽헌 회장의 최측근이었다.
당시 정몽구 회장은 현대그룹의 자동차 부문을, 정몽헌 회장은 건설·전자 부문을 가져갈 예정이었다. 당시는 현대차의 위상은 지금처럼 높지 않았던 반면 현대건설과 현대전자는 국내 최고 기업들로 정주영 명예회장은 처음부터 경영 능력이 두드러졌던 정몽헌 회장을 특히 아꼈다고 한다. 이에 자동차만으로는 향후 성장가능성을 확신할 수 없던 정몽구 회장 측은 현대증권으로 대표되는 그룹의 금융 부문을 노리고 동생의 측근인 이익치 현대증권 회장을 배제하려 했던 것이다.

### 전개
2000년 3월 24일 귀국한 정몽헌 회장은 자신과 아버지의 측근인 이익치 현대증권회장, 김윤규 현대건설 사장, 김재수 현대그룹 구조조정본부장 등을 모아 이익치 회장의 인사 발령을 무효화하고 정몽구 회장의 현대그룹 공동회장직을 박탈한다. 정몽구 회장은 26일 아버지인 정주영 명예회장을 만나 회장직 복귀 명령을 받아내지만 몇 시간 뒤 정몽헌 회장과 그의 측근들이 정주영 명예회장을 만나 다시 그 명령을 무효화시킨다. 당시 정주영 명예회장은 고령의 나이로 판단력이 흐렸던 것으로 알려져 있다.

### 결말
2000년 3월 27일 정주영 명예회장이 직접 현대경영자협의회에서 ‘정몽헌 단독 회장 체제’를 공식 승인하면서 왕자의 난은 정몽헌 회장의 승리로 마무리되고 정몽구 회장은 8월 현대자동차와 기타 자동차 관련 계열사들을 가지고 현대그룹으로부터 계열 분리를 실시해 현대자동차그룹을 만든다.

## 사건 이후

### 기업부도와 수사
당시까지만해도 경영권 다툼은 4남 정몽헌 회장의 승리로 일단락 되는듯 보였으나 현대그룹의 모기업이자 상징인 현대건설이 2000년 10월 1차 부도를 맞고 휘청거리다 결국 2001년 8월 채권단으로 넘어간다. 현대전자도 외환위기 당시 LG반도체를 무리하게 인수했다가 2000~2001년 반도체시장이 불황을 맞자 빚 10조 원을 지고 결국 채권단으로 넘어가 버렸다. 심지어 정몽헌 회장 본인도 아버지의 숙원사업이었던 대북사업과 관련해 4억5000만 달러(약 5000억 원)를 북한에 은밀히 송금한 사건으로 검찰 수사를 받게되는 등 여러 악재가 겹치자 2003년 8월 4일 서울 종로구 계동에 위치한 사옥 12층 회장실에서 투신 자살하고 만다. (현재 현대그룹의 회장은 정몽헌 회장의 배우자인 현정은 회장이다.)

### 현대건설 인수전
이렇게 서로 다른 길을 걷던 범 현대가의 기업들은 2010년에 발생한 현대건설 인수전에서 한 번 더 부딪히게 된다. 현대건설은 과거 정주영 회장 생전 당시 범 현대그룹의 모기업의 위치에 있었기 때문에 현대그룹과 현대자동차그룹은 과거 범 현대그룹의 정통성 확보를 위해 서로 인수하고자 했다. 자금력에서 열세였던 현정은 회장의 현대그룹이 훨씬 높은 입찰가를 제시해 우선 협상 대상자가 됐으나 언론과 정치권에서 자금 조달 능력에 의문을 제기하는 등 다소 석연치 않은 점으로 인해 우선 협상 대상자 지위가 박탈된다. 결국 현대건설은 장남 정몽구 회장의 현대자동차그룹에서 인수하게 된다.
2016년 10월 기준으로 현대자동차는 재계 2위, 현대중공업은 8위, 현대그룹은 핵심 계열사 현대상선이 채권단으로 넘어가면서 재계 30위로  공정거래법상 대규모기업집단의 기준인 자산가치 5조원에도 들지 못하는‘중견기업’으로 전락하였다.

## 같이 보기
- 정주영
- 정몽구
- 현정은
- 현대그룹
- 현대자동차그룹